# Họ Cẩm quỳ
Họ Cẩm quỳ (danh pháp khoa học: Malvaceae) là một họ thực vật có hoa chứa chi Cẩm quỳ (Malva) và các họ hàng của nó. Một số tài liệu về thực vật học bằng tiếng Việt gọi họ này là họ Bông (lấy theo chi Gossypium) hay họ Dâm bụt/họ Bông bụp (lấy theo chi Hibiscus).
Hiện tại có 2 luồng quan điểm chính về định nghĩa và giới hạn của họ này. Quan điểm thứ nhất chỉ xem xét họ này theo nghĩa hẹp truyền thống, tức là Malvaceae sensu stricto. Hệ thống APG II xem xét họ này theo định nghĩa và giới hạn rộng hơn trên cơ sở của các phát sinh loài ở mức phân tử mà chúng đã chỉ ra rằng trong khi Malvaceae sensu stricto là đơn ngành về mặt miêu tả theo nhánh thì một vài họ có quan hệ họ hàng gần gũi nhất của bộ Cẩm quỳ (Malvales) lại không phải là đơn ngành. Theo định nghĩa của APG thì họ này hợp nhất phần lõi của bộ Cẩm quỳ trong hệ thống Cronquist, bao gồm các họ Bombacaceae (họ Gạo), Malvaceae sensu stricto (họ Cẩm quỳ nghĩa hẹp), Sterculiaceae (họ Trôm) và Tiliaceae (họ Đoạn) vào thành họ Cẩm quỳ nghĩa rộng (Malvaceae sensu lato).

## Nghĩa hẹp
Họ Cẩm quỳ nghĩa hẹp bao gồm một nhóm đơn ngành khi miêu tả theo nhánh đã được xác nhận bởi các nghiên cứu phát sinh loài ở mức phân tử trong thời gian gần đây. Nó là một đơn vị phân loại thuần nhất, nó thuần nhất tới mức mà cấp phân họ là không cần thiết và không áp dụng, họ Malvaceae sensu stricto chỉ được phân ra thành các tông.

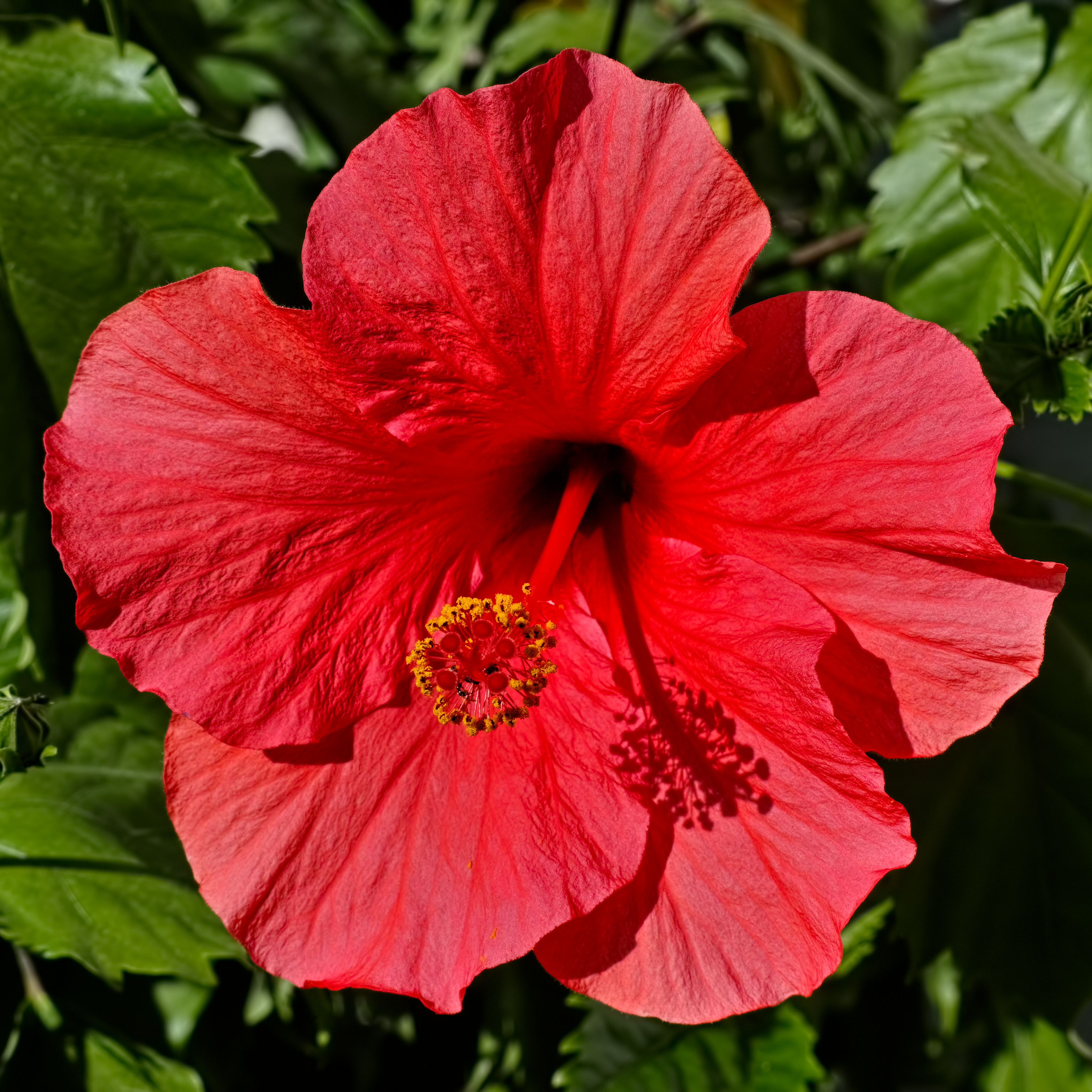
Hoa dâm bụt thuộc Chi Dâm bụt (Hibiscus)

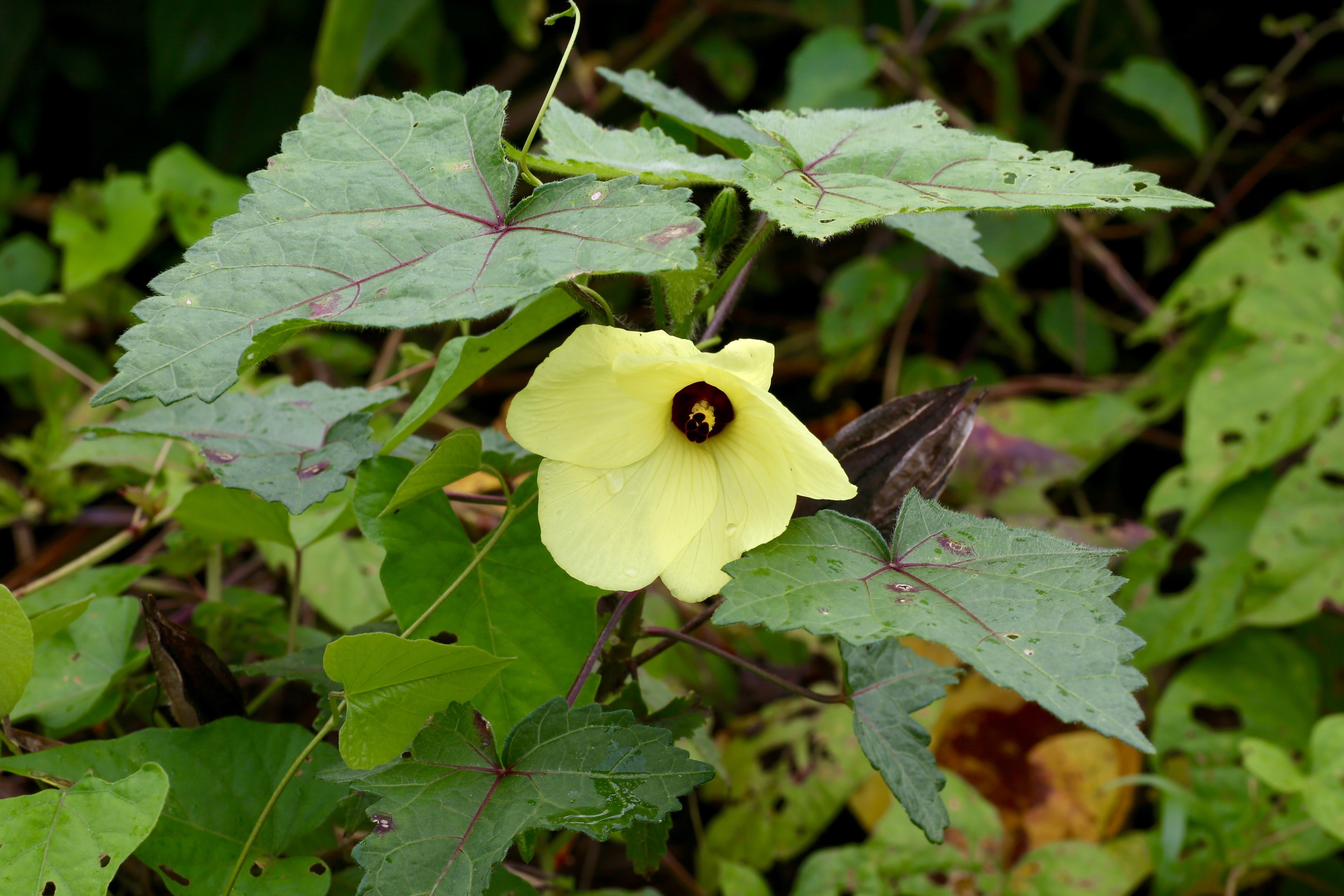
Hoa Vông vang thuộc chi Abelmoschus

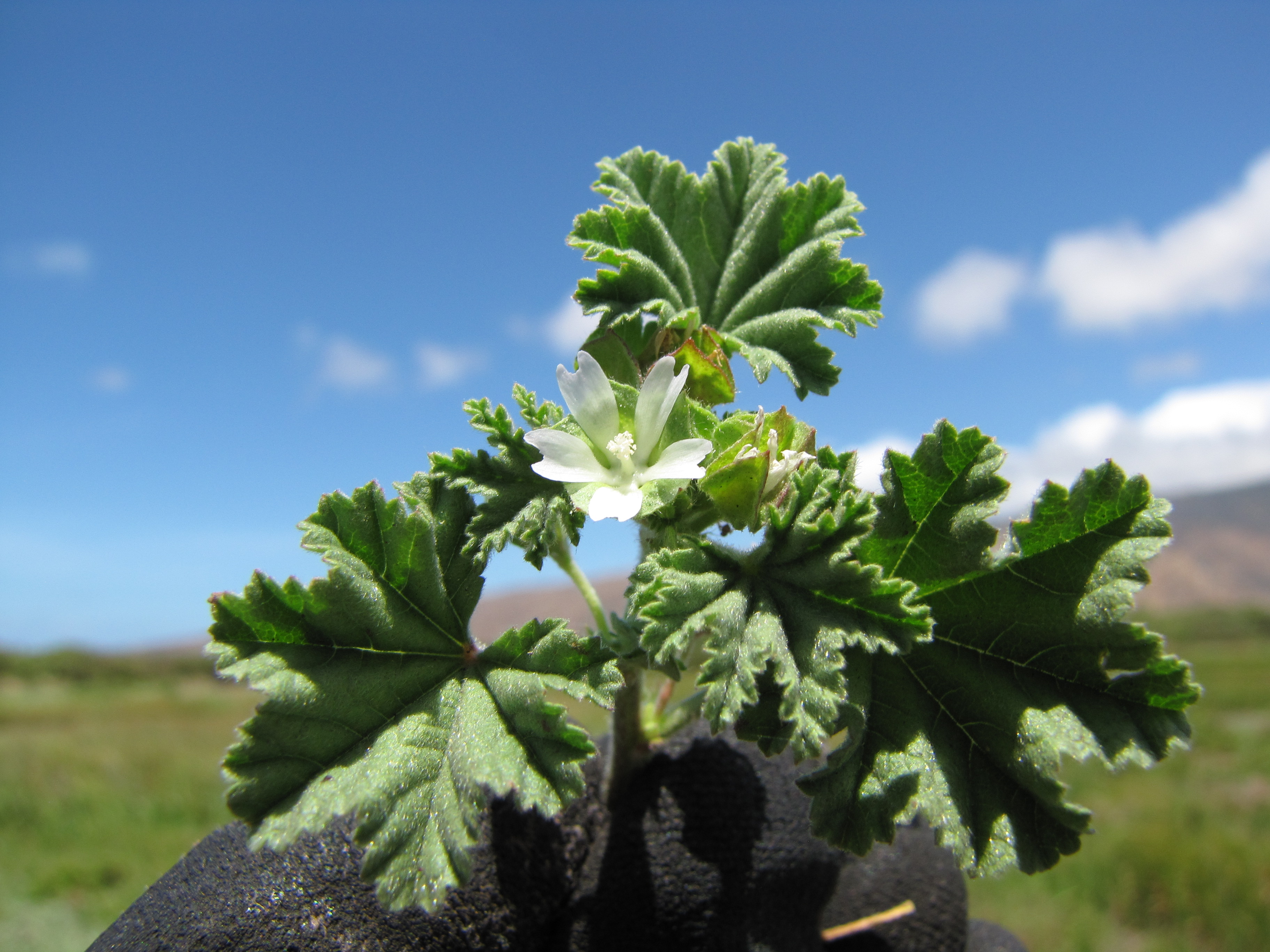
Malva parviflora thuộc chi Malva

Họ có quan hệ họ hàng gần gũi nhất với Malvaceae sensu stricto là họ Gạo (Bombacaceae), và hai họ này được chia tách ra chủ yếu là trên cơ sở của các đặc trưng của phấn hoa (trơn nhẵn hay nhăn nheo ở Bombacaceae, có gai ở Malvaceae). Họ Malvaceae nghĩa hẹp cũng có xu hướng là các cây thân thảo hay cây bụi, trong khi họ Bombacaceae thông thường là các cây thân gỗ. Phát sinh loài ở mức phân tử đã chứng minh rằng họ Bombacaceae là cận ngành khi miêu tả theo nhánh trong mối quan hệ tương ứng với họ Malvaceae nghĩa hẹp.
Nó đã được phần lớn các nhà biên soạn các phân loại thực vật ở cấp bậc cao công nhận, bao gồm:
- A. P. de Candolle (1824-1873)
- Bentham & Hooker (1862-1883) (ngoại trừ Bombacaceae, coi là tông Bombaceae trong họ Malvaceae)
- Eichler (1883)
- Karl Moritz Schumann trong Engler & K. Prantl (1895): Die Natürlichen Pflanzenfamilien III. 6 lần cập nhật của W. Schultze-Motel trong H. Melchior (1964): Adolf Engler's Syllabus der Pflanzenfamilien, ấn bản lần thứ 12, II. Band.
- Wettstein (1901-1908)
- John Hutchinson (1926-1934)
- Arthur Cronquist (1968, 1981)
- Aaron Goldberg (1986)
- Armen Leonovich Takhtadjan (1966, 1980)
- R.M.T.Dahlgren (1975)

Điều tạo ra sự đồng thuận vững chắc này chủ yếu có được là nhờ các nghiên cứu trong lĩnh vực hình thái học.
Malvaceae vẫn được công nhận theo nghĩa hẹp trong một số biên khảo có tính chất danh pháp như:
tại IK (Index Kewensis), APNI (Australian Plant Names Index) và GCI (Gray Card Index) trong IPNI (xem thêm Danh sách các hệ thống phân loại thực vật); cũng như trong một vài phòng sưu tập mẫu thực vật trên khắp thế giới, cùng với phân loại "tiêu chuẩn" của nhiều công trình tham khảo như các sách hướng dẫn, thực vật chí và rất quan trọng là các giải pháp phân đôi (xem Giải pháp phân tích của Thonner đối với các họ thực vật có hoa Lưu trữ ngày 6 tháng 3 năm 2006 tại Wayback Machine).
Cách tiếp cận khác là của Edlin (1935), ông thậm chí đã giới hạn họ Malvaceae còn cao hơn nữa bằng cách chuyển các chi có quả dạng quả nang, bao gồm Gossypium và Hibiscus, vào trong họ Gạo được định nghĩa rộng hơn.
Họ Malvaceae nghĩa hẹp theo các định nghĩa truyền thống bao gồm khoảng 111-119 chi với tổng cộng khoảng 1.500 loài. Chúng bao gồm các loài cẩm quỳ, bông, đậu bắp, dâm bụt hay thục quỳ.

### Các chi
Nguồn: Vườn thực vật hoàng gia Anh tại Kew
| - Abelmoschus Medik. - Abutilon Mill. - Abutilothamnus Ulbr. - Acaulimalva Krapov. - Alcea L. - Allosidastrum (Hochr.) Krapov., Fryxell & D.M.Bates - Allowissadula D.M.Bates - Althaea L. - Alyogyne Alef. - Anisodontea C.Presl - Anoda Cav. - Anotea (DC.) Kunth - Asterotrichion Klotzsch - Azanza Alef. - Bakeridesia Hochr. - Bastardia Kunth - Bastardiastrum (Rose) D.M.Bates - Bastardiopsis (K.Schum.) Hassl. - Batesimalva Fryxell - Billieturnera Fryxell - Blanchetiastrum Hassl. - Bombycidendron Zoll. & Moritzi - Briquetia Hochr. - Callirhoe Nutt. - Calyculogygas Krapov. - Calyptraemalva Krapov. - Cenocentrum Gagnep. - Cephalohibiscus Ulbr. - Cienfuegosia Cav. - Codonochlamys Ulbr. - Corynabutilon (K.Schum.) Kearney - Cristaria Cav. - Decaschistia Wight & Arn. - Dendrosida Fryxell - Dicellostyles Benth. - Dirhamphis Krapov. - Eremalche Greene - Erioxylum Rose & Standl. - Fioria Mattei - Fryxellia D.M.Bates | - Gaya Kunth - Goethea Nees - Gossypioides Skovst. cũ J.B.Hutch. - Gossypium L. - Gynatrix Alef. - Hampea Schltdl. - Helicteropsis Hochr. - Herissantia Medik. - Hibiscadelphus Rock - Hibiscus L. - Hochreutinera Krapov. - Hoheria A.Cunn. - Horsfordia A.Gray - Howittia F.Muell. - Humbertianthus Hochr. - Humbertiella Hochr. - Julostylis Thwaites - Jumelleanthus Hochr. - Kearnemalvastrum D.M.Bates - Kitaibela Willd. - Kokia Lewton - Kosteletzkya C.Presl - Krapovickasia Fryxell - Kydia Roxb. - Lagunaria (DC.) Rchb. - Lavatera L. - Lawrencia Hook. - Lebronnecia Fosberg - Lopimia Mart. - Macrostelia Hochr. - Malachra L. - Malacothamnus Greene - Malope L. - Malva L. - Malvastrum A.Gray - Malvaviscus Fabr. - Malvella Jaub. & Spach - Megistostegium Hochr. - Meximalva Fryxell - Modiola Moench | - Modiolastrum K.Schum. - Monteiroa Krapov. - Montezuma DC. - Napaea L. - Neobaclea Hochr. - Neobrittonia Hochr. - Neohumbertiella Hochr. - Nototriche Turcz. - Notoxylinon Lewton - Palaua Cav. - Papuodendron C.T.White - Pavonia Cav. - Peltaea (C.Presl) Standl. - Periptera DC. - Perrierophytum Hochr. - Phragmocarpidium Krapov. - Phymosia Desv. - Plagianthus J.R.Forst. & G.Forst. - Pseudabutilon R.E.Fr. - Radyera Bullock - Rhynchosida Fryxell - Robinsonella Rose & Baker f. - Rojasimalva Fryxell - Senra Cav. - Sida L. - Sidalcea A.Gray - Sphaeralcea A.St.-Hil. - Symphyochlamys Gurke - Tarasa Phil. - Tetrasida Ulbr. - Thespesia Sol. cũ Correa - Thespesiopsis Exell & Hillc. - Triplochlamys Ulbr. - Ulbrichia Urb. - Urena L. - Urocarpidium Ulbr. - Wercklea Pittier & Standl. - Wilhelminia Hochr. - Wissadula Medik. |

## Nghĩa rộng
Theo định nghĩa rộng hơn của APG thì họ Malvaceae cũng là một nhóm đơn ngành khi miêu tả theo nhánh nhưng có nhiều chi hơn. Do các nghiên cứu phát sinh loài ở mức phân tử cho thấy các họ Bombacaceae, Tiliaceae và Sterculiaceae theo như định nghĩa truyền thống thì có quan hệ họ hàng rất gần gũi với họ Malvaceae nghĩa hẹp nhưng chúng lại không là các nhóm đơn ngành, nên họ Malvaceae đã được mở rộng ra để bao gồm luôn cả ba họ này. Định nghĩa mở rộng này đã được phần lớn các nhà nghiên cứu về bộ Cẩm quỳ chấp nhận, như Baum và những người khác (2004) hay Perveen và những người khác (2004), Tate và những người khác (2005).
Sự đồng thuận cho định nghĩa rộng hay định nghĩa hẹp đối với họ Malvaceae hoặc là cho một điều gì đó nằm giữa chúng vẫn là vấn đề của tương lai. Định nghĩa rộng cho họ Malvaceae đã được chấp nhận trong các sách giáo khoa về phân loại thực vật của một số học giả như Judd và những người khác (1999) hay trong nghiên cứu bao hàm toàn diện về các họ và chi của thực vật có mạch trong hệ thống Kubitzki của Bayer & Kubitzki (2003) cũng như trong nghiên cứu các họ thực vật thuộc vùng nhiệt đới của Tân thế giới của Maas & Westra (2005). Phiên bản gần đây nhất của hệ thống Thorne đã dùng cách tiếp cận trung gian bằng cách xếp cả họ Bombacaceae và một phần họ Sterculiaceae vào trong họ Malvaceae, nhưng lại duy trì họ Byttneriaceae (chứa các chi của họ Sterculiaceae theo truyền thống và họ Tiliaceae) và họ Tiliaceae bị hạn chế một cách đáng kể như là các họ riêng biệt.
Họ Malvaceae theo nghĩa của APG là một họ bao gồm khoảng 250 chi và trên 4.200 loài; nó bao gồm các loài đoạn, bông gạo, bao báp, balsa v.v. Theo Bayer et al. 1999, Bayer & Kubitzki 2003 thì họ này bao gồm 9 phân họ như sau:
- Bombacoideae, theo truyền thống nằm trong họ Bombacaceae.
- Brownlowioideae, theo truyền thống nằm trong họ Tiliaceae.
- Byttnerioideae, theo truyền thống nằm trong họ Sterculiaceae.
- Dombeyoideae, theo truyền thống nằm trong họ Sterculiaceae cộng vài chi trong họ Tiliaceae.
- Grewioideae, theo truyền thống nằm trong họ Tiliaceae.
- Helicteroideae, theo truyền thống nằm trong họ Sterculiaceae (tông Helictereae) và Bombacaceae (tông Durioneae).
- Malvoideae, theo truyền thống nằm trong họ Malvaceae sensu stricto.
- Sterculioideae, theo truyền thống nằm trong họ Sterculiaceae.
- Tilioideae, theo truyền thống nằm trong họ Tiliaceae.

Một số chi
- Abelmoschus - Đậu bắp, vông vang
- Abutilon - Cối xay
- Abutilothamnus
- Adansonia – Bao báp
- Alcea - Thục quỳ, Mãn đình hồng
- Althaea - Dược quỳ
- Argyrodendron
- Bombax – Gạo
- Brachychiton
- Callirhoe
- Ceiba – Bông gòn
- Chiranthodendron
- Cola - Cola
- Commersonia
- Corchorus - Đay
- Durio – Sầu riêng
- Fremontodendron
- Gaya
- Gossypium - Bông
- Hibiscus - Dâm bụt
- Hoheria
- Kosteletzkya
- Lavatera
- Malva - Cẩm quỳ
- Malvaviscus
- Ochroma – Balsa
- Sida
- Sidalcea- Cẩm quỳ Hy Lạp
- Sphaeralcea
- Sterculia - Trôm
- Theobroma - Ca cao
- Thespesia
- Tilia – Đoạn

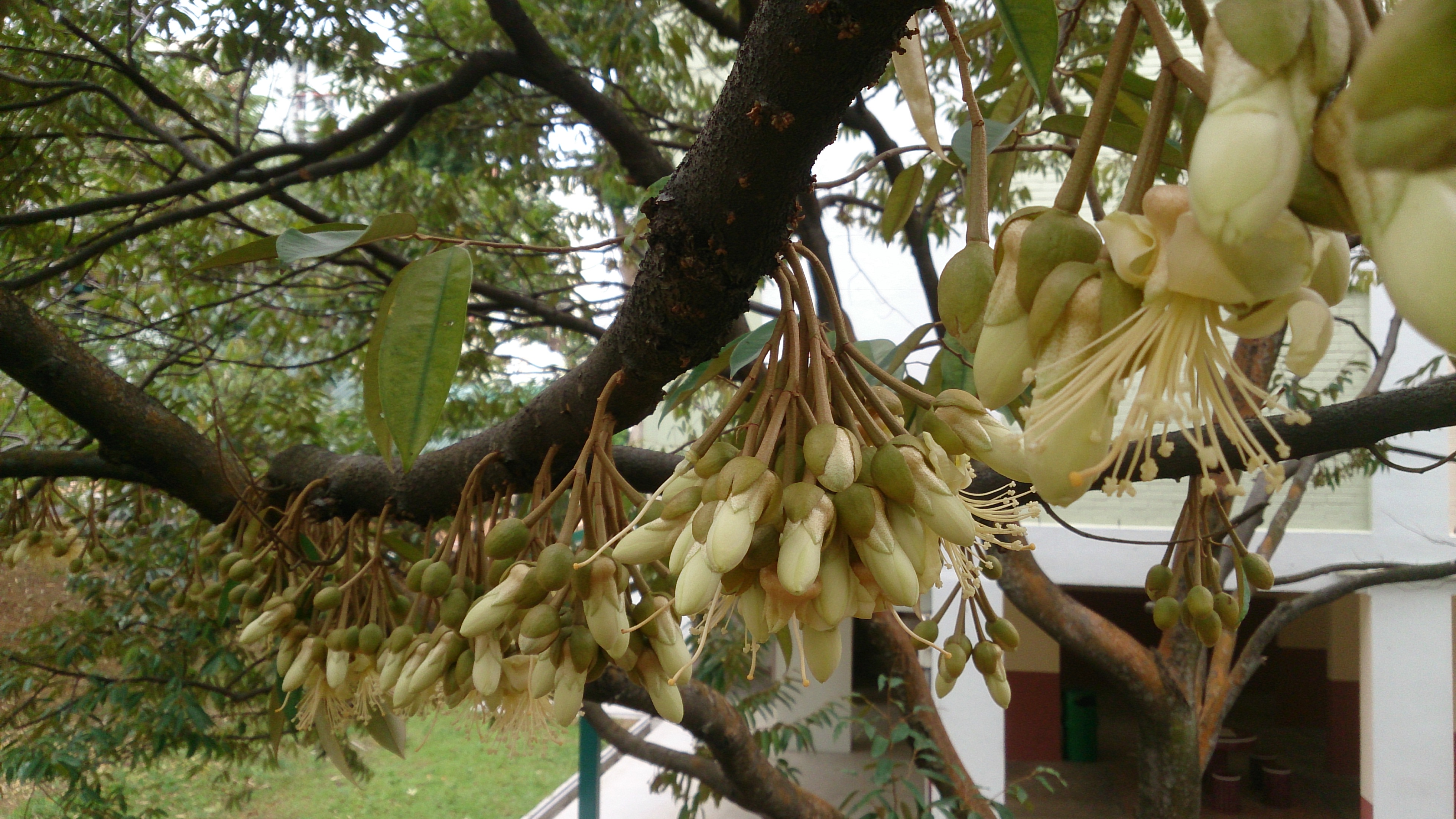
Hoa chi Sầu riêng

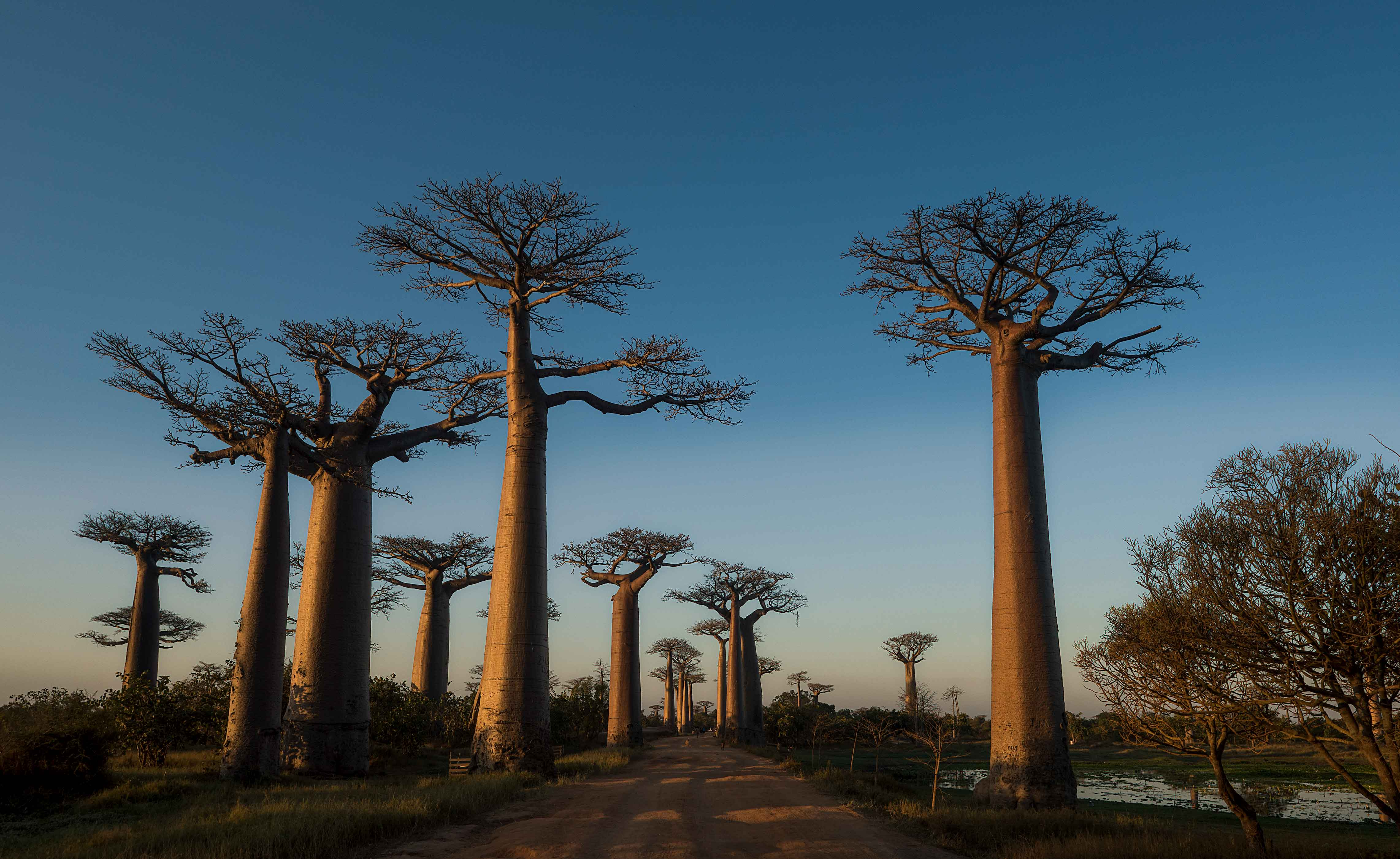
Bao báp (Adansonia)

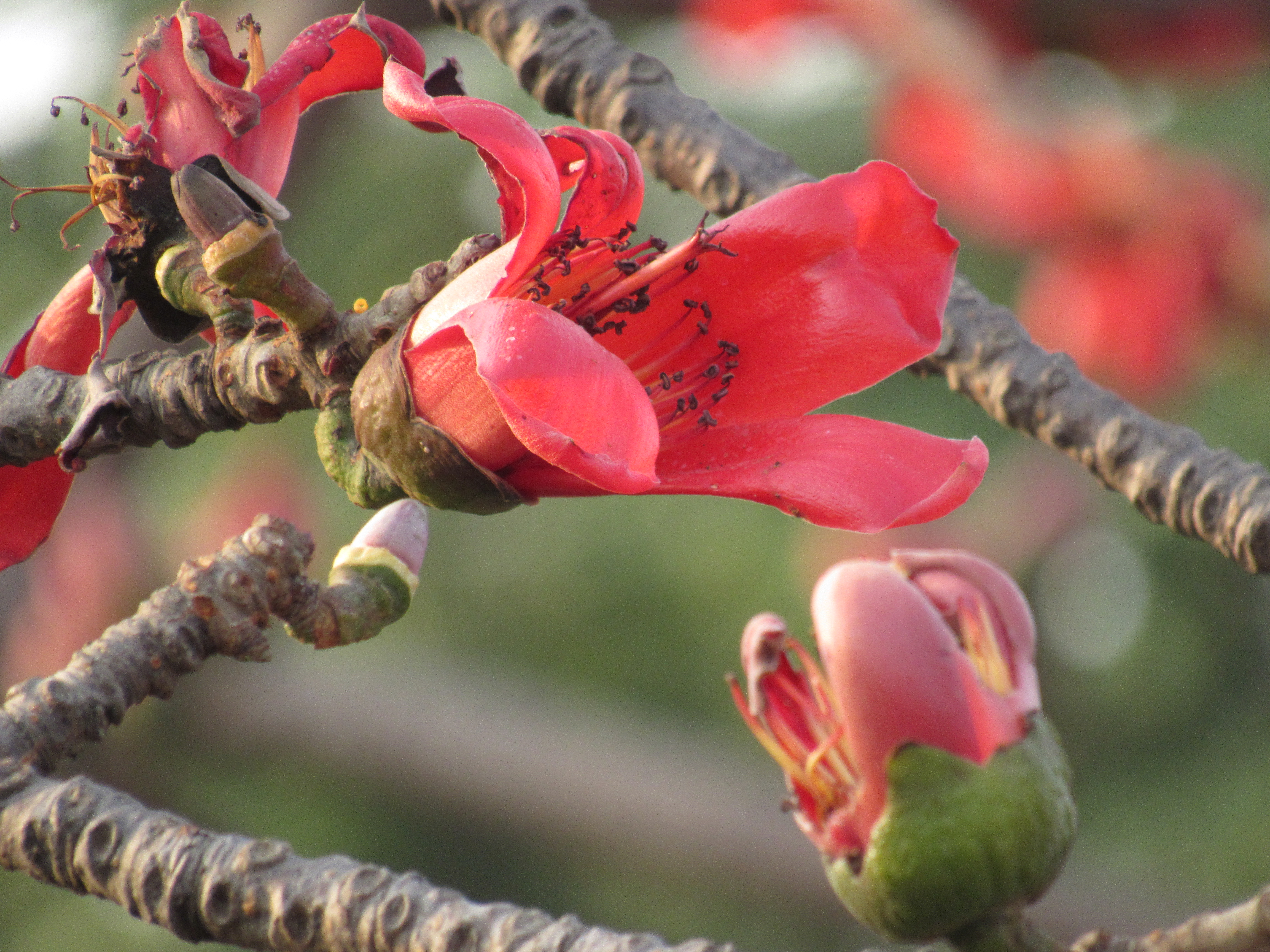
Cây gạo (Bombax ceiba)

- Urena – Ké, không nhầm với ké đầu ngựa có danh pháp Xanthium strumarium thuộc họ Cúc (Asteraceae).

## Phát sinh chủng loài
Như nói trên đây, định nghĩa họ Malvaceae là rất mâu thuẫn. Họ Malvaceae sensu stricto truyền thống bao gồm một nhóm rất đồng nhất và đơn ngành khi miêu tả theo nhánh trong khi định nghĩa của họ Malvaceae sensu lato, mới được định nghĩa gần đây trên cơ sở của các kỹ thuật mới hơn đã chỉ ra rằng các họ nói chung hay được công nhận như Bombacaceae, Tiliaceae và Sterculiaceae, luôn được coi là rất gần với Malvaceae sensu stricto, lại không phải là các nhóm đơn ngành. Do họ Malvaceae theo định nghĩa này được mở rộng để bao gồm cả ba họ kia, tạo ra một nhóm đơn ngành nhưng trong nội bộ của nó cần phải có sự chia tách lại để tạo ra các nhánh con cũng đơn ngành.
Cây phát sinh chủng loài trong bài này dựa theo định nghĩa họ Malvaceae mở rộng, như được thể hiện trên website của Angiosperm Phylogeny Group. Các hình thoi chỉ thị các nhánh được hỗ trợ hơi yếu (<80%).
|  | Byttnerioideae: 26 chi, 550-650 loài. Liên nhiệt đới, đặc biệt là Nam Mỹ |
|  |                                                                          |
|  | Grewioideae: 25 chi, 770 loài. Liên nhiệt đới.                           |
|  |                                                                          |

|   | Sterculioideae: 12 chi, 430 loài. Liên nhiệt đới. |
|   | |
|   | Tilioideae: 3 chi, 50 loài. Ôn đới Bắc bán cầu và Trung Mỹ |
|   | |
|   | Dombeyoideae: Khoảng 21 chi, khoảng 380 loài. Cổ nhiệt đới, đặc biệt là Madagascar và Mascarenes                                                                        |
|   | |
|   | Brownowioideae: 8 chi, khoảng 70 loài. Đặc biệt tại cổ nhiệt đới. |
|   | |
|   | Helicteroideae: 8 tới 12 chi, 10 tới 100 loài. Nhiệt đới, đặc biệt là Đông Nam Á.                                                                                       |
|   | |
| ♦ | \| \| Malvoideae: 78 chi, 1.670 loài. Ôn đới tới nhiệt đới. \| \| \| \| \| \| Bombacoideae: 12-21 chi, 120 loài. Nhiệt đới, đặc biệt là châu Phi và châu Mỹ \| \| \| \| |
|   | \| \| Malvoideae: 78 chi, 1.670 loài. Ôn đới tới nhiệt đới. \| \| \| \| \| \| Bombacoideae: 12-21 chi, 120 loài. Nhiệt đới, đặc biệt là châu Phi và châu Mỹ \| \| \| \| |
|   | Malvoideae: 78 chi, 1.670 loài. Ôn đới tới nhiệt đới. |
|   | |
|   | Bombacoideae: 12-21 chi, 120 loài. Nhiệt đới, đặc biệt là châu Phi và châu Mỹ                                                                                           |
|   | |

|  | Malvoideae: 78 chi, 1.670 loài. Ôn đới tới nhiệt đới.                         |
|  |                                                                               |
|  | Bombacoideae: 12-21 chi, 120 loài. Nhiệt đới, đặc biệt là châu Phi và châu Mỹ |
|  |                                                                               |

|  | Byttnerioideae: 26 chi, 550-650 loài. Liên nhiệt đới, đặc biệt là Nam Mỹ |
|  |                                                                          |
|  | Grewioideae: 25 chi, 770 loài. Liên nhiệt đới.                           |
|  |                                                                          |

|   | Sterculioideae: 12 chi, 430 loài. Liên nhiệt đới. |
|   | |
|   | Tilioideae: 3 chi, 50 loài. Ôn đới Bắc bán cầu và Trung Mỹ |
|   | |
|   | Dombeyoideae: Khoảng 21 chi, khoảng 380 loài. Cổ nhiệt đới, đặc biệt là Madagascar và Mascarenes                                                                        |
|   | |
|   | Brownowioideae: 8 chi, khoảng 70 loài. Đặc biệt tại cổ nhiệt đới. |
|   | |
|   | Helicteroideae: 8 tới 12 chi, 10 tới 100 loài. Nhiệt đới, đặc biệt là Đông Nam Á.                                                                                       |
|   | |
| ♦ | \| \| Malvoideae: 78 chi, 1.670 loài. Ôn đới tới nhiệt đới. \| \| \| \| \| \| Bombacoideae: 12-21 chi, 120 loài. Nhiệt đới, đặc biệt là châu Phi và châu Mỹ \| \| \| \| |
|   | \| \| Malvoideae: 78 chi, 1.670 loài. Ôn đới tới nhiệt đới. \| \| \| \| \| \| Bombacoideae: 12-21 chi, 120 loài. Nhiệt đới, đặc biệt là châu Phi và châu Mỹ \| \| \| \| |
|   | Malvoideae: 78 chi, 1.670 loài. Ôn đới tới nhiệt đới. |
|   | |
|   | Bombacoideae: 12-21 chi, 120 loài. Nhiệt đới, đặc biệt là châu Phi và châu Mỹ                                                                                           |
|   | |

|  | Malvoideae: 78 chi, 1.670 loài. Ôn đới tới nhiệt đới.                         |
|  |                                                                               |
|  | Bombacoideae: 12-21 chi, 120 loài. Nhiệt đới, đặc biệt là châu Phi và châu Mỹ |
|  |                                                                               |

Một điều quan trọng cần chỉ ra là mối quan hệ giữa các phân họ này hoặc là vẫn được hỗ trợ kém hoặc là gần như mờ mịt, vì thế định nghĩa cho họ và các phân họ có thể bị thay đổi mạnh khi các nghiên cứu mới được công bố.
Về họ Malvaceae sensu stricto truyền thống, xem bài Malvoideae, do phân họ này về cơ bản là tương ứng với họ đó.

## Miêu tả

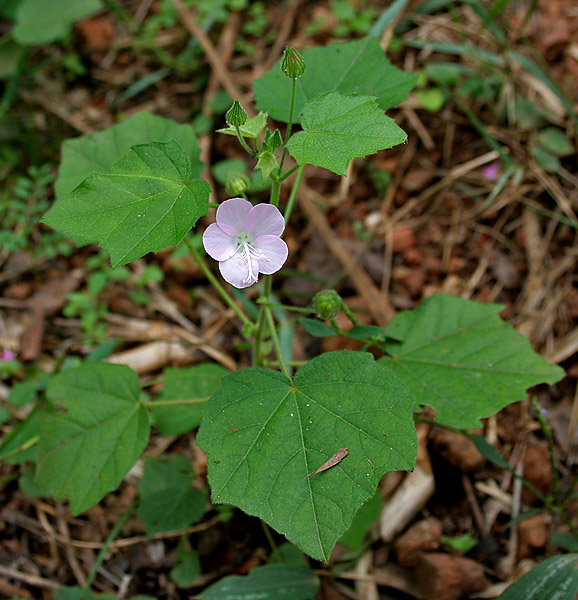
Pavonia odorata

Phần lớn các loài là cây thân thảo hay cây bụi, nhưng một số loài là cây gỗ hay dây leo.

### Lá và thân

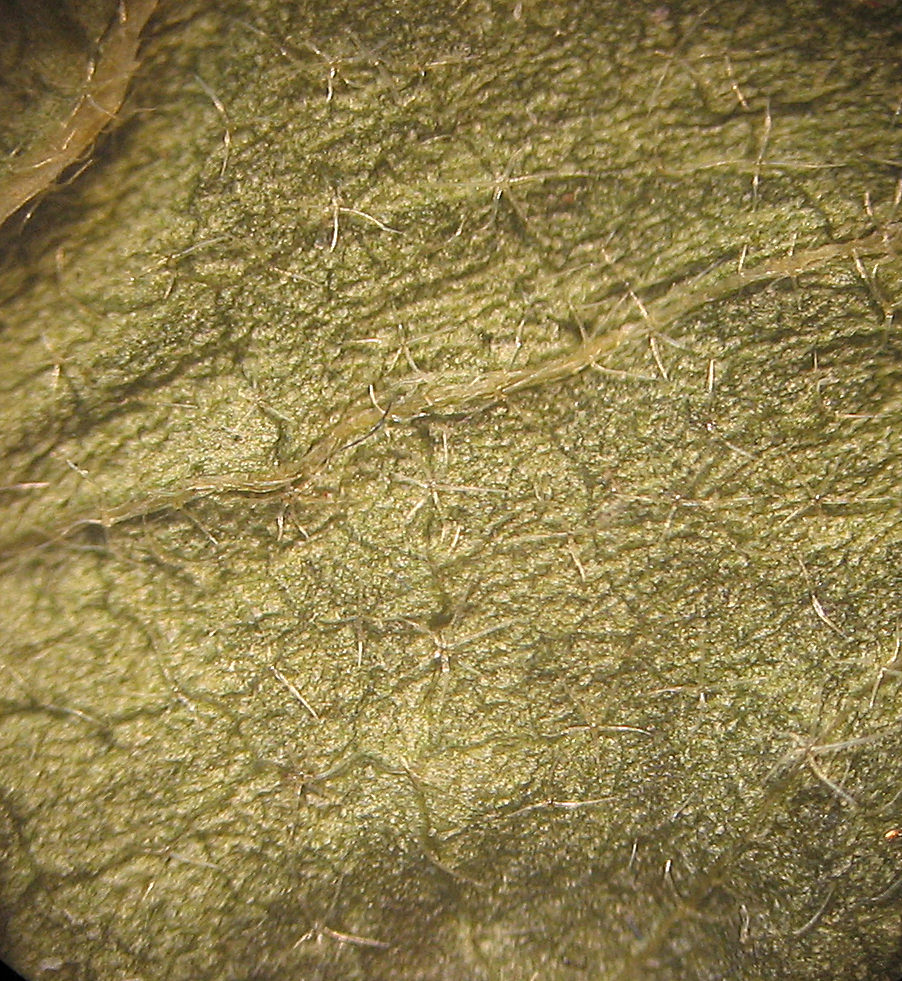
Các lông hình sao ở mặt dưới một chiếc lá khô của loài Malva alcea

Lá nói chung mọc so le, thường có thùy hình lông chim hay lá kép và có gân lá hình lông chim. Mép lá có thể nguyên, nhưng khi có răng cưa thì một gân kết thúc tại đỉnh mỗi răng (răng cẩm quỳ). Có lá kèm. Thân cây chứa các ống nhầy và thường cũng chứa các khoang nhầy. Lông phổ biến và chủ yếu là có dạng tỏa hình sao.

### Hoa
Các hoa nói chung mọc thành các cụm hoa hữu hạn hay vô hạn ở nách lá, thường suy giảm thành một hoa duy nhất, nhưng cũng có thể là dạng hoa lơ, có lá mọc đối hay mọc ở tận cùng. Chúng thường mang các lá bắc dư thừa. Chúng có thể là đơn tính hay lưỡng tính và nói chung đối xứng tỏa tia, thường gắn với các lá bắc dễ thấy, tạo thành một đài phụ. Nói chung chúng có 5 lá đài mở bằng mảnh vỏ, thường xuyên nhất là hợp sinh ở cuống lá đài. Năm cánh hoa lợp (xếp đè lên nhau). Số lượng nhị từ 5 tới vô số, hợp sinh ít nhất tại cuống của chúng, nhưng thường tạo thành một ống xung quanh nhụy. Các nhụy hợp thành từ 2 tới nhiều lá noãn hợp sinh. Bầu nhụy thượng, với kiểu đính noãn trên trục. Đầu nhụy hình đầu hay có thùy. Các hoa có các tuyến mật bao gồm nhiều lông có tuyến bó chặt, thường nằm trên các lá đài.

### Quả

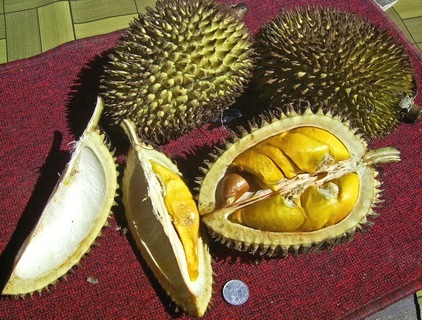
Quả một loài sầu riêng (Durio kutejensis).

Phần lớn thường là quả nang chẻ ngăn, quả nẻ hay quả kiên.

## Tầm quan trọng
Một số loài là cỏ dại trong nông nghiệp, bao gồm cối xay Ấn Độ (Abutilon theophrasti) và Modiola caroliniana. Tuy nhiên, một số loài khác, như bông (4 loài thuộc chi Gossypium), đay cách (Hibiscus cannabinus), ca cao (Theobroma cacao), cô la (Cola) và đậu bắp (Abelmoschus esculentus) v.v. lại là những cây trồng quan trọng trong nông nghiệp. Quả và lá các loài bao báp (Adansonia) ăn được. Một loại cây ăn quả có tiếng khác là sầu riêng (Durio).